# Candi (Alibori)
Candi (em francês: Kandi) é uma cidade no norte de Benim. É a capital do departamento de Alibori. Em 2013, sua população era de 179290 habitantes.